# 索赫縣
8°25′S 147°53′E / 8.417°S 147.883°E
索赫縣（Sohe District），是巴布亞新幾內亞的縣份之一，位於新幾內亞島東南部，由北部省負責管轄，首府設於索赫，面積10,026平方公里，2011年人口86,547，人口密度每平方公里8.6人。